# 오니시 다카시
오니시 다카시(일본어: 大西 貴, 1971년 10월 16일 ~ )는 일본의 전 축구 선수이다.

## 구단 경력
1994년 J1리그의 산프레체 히로시마에 입단했다. 1996년까지 17경기에 출전. 1997년 교토 퍼플 상가로 이적했다. 1998년부터 2002년까지 에히메 FC에서 뛰었다. 2002년후 현역 은퇴.